# Карана (Бриндизи)
Карана (итал. Caranna) је насеље у Италији у округу Бриндизи, региону Апулија.
Према процени из 2011. у насељу је живело 376 становника. Насеље се налази на надморској висини од 361 м.